# Nagy Imréné
Nagy Imréné, csécsi (Szatmárnémeti, 1876. – Arad, 1921. augusztus 5.) erdélyi magyar költő.

## Életútja
Vallásos költeményeit több antológia közölte, így az Arad és Vidéke 1906-os Nagy Képes Naptára és a Berde Mária szerkesztette Istenes énekek (Nagyvárad. 1939) című gyűjtemény. Önálló kötete Verseim címmel halála után jelent meg (Arad. 1922).